# Киождеанка (Прахова)
Киождеанка (рум. Chiojdeanca) насеље је у Румунији у округу Прахова у општини Киождеанка. Oпштина се налази на надморској висини од 359 m.

## Становништво
Према подацима из 2002. године у насељу је живело 1812 становника, од којих су сви румунске националности.

### Хронологија
| Година       | 1992 | 1993 | 1994 | 1995 | 1996 | 1997 | 1998 | 1999 | 2000 | 2001 | 2002 | 2003 | 2004 | 2005 | 2006 | 2007 | 2008 | 2009 | 2010 | 2011 | 2012 | 2013 | 2014 | 2015 | 2016 | 2017 |
| ------------ | ---- | ---- | ---- | ---- | ---- | ---- | ---- | ---- | ---- | ---- | ---- | ---- | ---- | ---- | ---- | ---- | ---- | ---- | ---- | ---- | ---- | ---- | ---- | ---- | ---- | ---- |
| Становништво | 2014 | 2004 | 1991 | 1969 | 1953 | 1928 | 1927 | 1900 | 1872 | 1836 | 1813 | 1845 | 1831 | 1810 | 1795 | 1778 | 1774 | 1739 | 1729 | 1715 | 1691 | 1668 | 1641 | 1611 | 1586 | 1568 |